# Genki Haraguchi
Genki Haraguchi (jap. 原口 元気 Haraguchi Genki; ur. 9 maja 1991 w Kumagayi) – japoński piłkarz występujący na pozycji skrzydłowego lub ofensywnego pomocnika, były reprezentannt Japonii.

## Kariera klubowa
W latach 2008–2014 występował w klubie Urawa Red Diamonds, zaś w latach 2014–2018 – Hertha BSC. W roku 2018 został wypożyczony do Fortuny Düsseldorf. W latach 2018–2021 reprezentował Hannover 96.

## Kariera reprezentacyjna
Karierę reprezentacyjną rozpoczął w 2011 roku, do tej pory wystąpił w reprezentacji w 64 spotkaniach.